# 第6届大众电视金鹰奖
第6届大众电视金鹰奖于1988年5月6日在杭州揭晓，授奖大会于6月12日在沈阳辽宁体育馆举行。

## 得奖名单

### 优秀连续剧
- 《西游记》 中央电视台、中国电视剧制作中心
- 《雪城》 黑龙江艺研所、黑龙江电视台
- 《便衣警察》 北京电视艺术中心

### 优秀单本剧
- 《军魂》 云南电视台
- 《雪染的风采》 上海电视台
- 《动物王国窃案》 湖北电视台

### 优秀儿童剧
- 《跑跑的天地》 四川电视台

### 优秀戏曲片
- 《西厢记》 安徽电视台

### 最佳男主角
- 章金莱 《西游记》中饰孙悟空

### 最佳女主角
- 马兰 《严凤英》中饰严凤英

### 最佳男配角
- 申军谊 《乌龙山剿匪记》中饰钻山豹

### 最佳女配角
- 倪萍 《雪城》中饰姚玉慧

### 特别奖
- 《爱新觉罗·浩》 辽宁电视剧制作中心
- 《秋白之死》 浙江电视台